# موگی، توکوشیما
موگی، توکوشیما (به لاتین: Mugi, Tokushima) یک منطقهٔ مسکونی در ژاپن است که در استان توکوشیما واقع شده‌است. موگی ۵٬۵۴۰ نفر جمعیت دارد.